# Gerhard Marquardt (Fußballspieler)
Gerhard Marquardt (* 21. Februar 1935) ist ein ehemaliger deutscher Fußballspieler, der für den SC Aktivist Brieske-Senftenberg in der DDR-Oberliga, der höchsten Liga im DDR-Fußball, spielte. 

## Sportliche Laufbahn
Von der fünftklassigen BSG Aktivist im Mühlberg/Elbe wechselte der 20-jährige Stürmer Gerhard Marquardt im Sommer 1955 zum Oberligisten SC Aktivist-Brieske Senftenberg. Sein erstes Oberligaspiel bestritt er am 23. Oktober 1955 im Spiel einer Übergangsrunde, die wegen des Wechsels in den Kalenderjahr-Spielrhythmus nach sowjetischen Vorbild mit dreizehn Spielen ausgetragen wurde. In der Saison 1956 machte Trainer Martin Schwendler Marquardt als Mittelstürmer zum Stammspieler. Bis zum 17. Spieltag spielte Marquardt 16-mal auf dieser Position, musste danach aber verletzungsbedingt für den Rest der Saison pausieren. Bis dahin hatte er neun Tore erzielt, mit denen er Torschützenkönig des SC Aktivist wurde. Zur Saison 1957 war Marquardt wieder hergestellt und konnte alle 26 Oberligaspiele bestreiten. Erneut gehörte er mit sieben Treffern zu den erfolgreichsten Schützen seiner Mannschaft. 
Im Frühjahr 1957 wurde Marquardt für den Kader der DDR-B-Nationalmannschaft nominiert. Nachdem er zuvor mit der B-Auswahl ein Testspiel gegen eine Freitaler Stadtauswahl bestritten und beim 7:0-Sieg ein Tor erzielt hatte, wurde er am 16. Juni im B-Länderspiel gegen die CSSR (3:1) in der 83. Minute eingewechselt. 
Auch in den Oberliga-Spielzeiten 1958 und 1959 blieb er beim SC Aktivist weiterhin erfolgreicher Mittelstürmer. Er fehlte nur bei fünf bzw. zwei Oberligaspielen und kam jeweils zu zehn Treffern. 1958 wurde er damit zum zweiten Mal bester Torschütze des Sportclubs. Obwohl erst 25 Jahre alt, absolvierte Gerhard Marquardt 1960 seine letzte Oberligasaison. Sowohl in der Hin- wie auch in der Rückrunde musste er insgesamt bei fünf Spielen aussetzen, sodass er nur noch 21 Oberligaspiele absolvieren konnte. Er kam noch einmal auf sieben Tore, wobei er seinen letzten Treffer auch in seinem letzten Oberligaeinsatz erzielte. 
Durch seine immer wiederkehrenden Verletzungen beendete er im Winter 1960 seine Laufbahn als Leistungssportler. Als Freizeitkicker schloss er sich der Betriebssportgemeinschaft (BSG) Aktivist Brieske-Ost an, die vor der Gründung des SC Aktivist in der Oberliga gespielt hatte. 1961/62 spielte sie in der viertklassigen Bezirksliga Cottbus. 1964 wurden die Brieskeer Bezirksmeister und stiegen in die zweitklassige DDR-Liga auf (die bis dahin drittklassige II. DDR-Liga war eingestellt worden). Die BSG Aktivist konnte sich aber nur eine Saison lang in der DDR-Liga behaupten, aber Marquardt war damit noch einmal auf 14 Zweitligaspiele und sechs Tore gekommen. 